# 比辛夫雷
比辛夫雷，是西班牙阿拉贡自治区萨拉戈萨省的一个市镇。 总面积11平方公里，总人口124人（2001年），人口密度11人/平方公里。